# L'Inciseur (film)
Pour plus de détails, voir Fiche technique et Distribution.
L'Inciseur (Abgeschnitten) est un thriller allemand écrit et réalisé par Christian Alvart, sorti en 2018. 

## Synopsis
Médecin légiste à Berlin, Paul Herzfeld dirige le service de médécine légale de la BKA et s'occupe des cas les plus ardus. Un matin, alors qu'il autopsie le cadavre d'une femme sans mâchoire, il découvre dans son crâne une capsule métallique renfermant un morceau de papier où sont inscrits un numéro de téléphone et le prénom de sa fille de 17 ans, Hannah. Quand il l'appelle, il comprend qu'il ne s'agit pas d'un canular morbide et que sa fille a été enlevée par un tueur en série, un certain Erik. Il tombe sur un message qu'elle lui a adressé : s'il appelle la police, elle mourra.
Pendant ce temps, sur l'archipel d'Heligoland, en pleine tempête, une jeune dessinatrice de bandes dessinées, Linda, fuit son petit ami violent. Elle chute et tombe sur un corps enfoui dans la plage. De son côté, elle découvre également un numéro sur lui, qui n'est d'autre que celui de Herzfeld. Il lui demande de contacter son ancien ami Ender Müller, le gardien de la clinique de l'île, pour qu'ils inspectent le cadavre qu'elle a trouvé. Lors de l'autopsie, ils retirent de son cou une autre capsule contenant la photo d'une juge qui a emprisonné le tueur en série Jan Erik Sadler. Dès lors, Herzfeld comprend qu'il a affaire à un psychopathe dangereux qu'il avait coincé avec son ancien partenaire Jen Marinek dont sa fille fut une victime de Sadler. Fou de rage, Marinek demanda à son collègue de faire un faux témoignage pour qu'il obtienne une peine plus lourde, ce qu'il refusa. 
Un jeu de pistes macabre, jalonné de cadavres liés à cette affaire, commence pour Herzfeld, secondé par son jeune partenaire Ingolf von Appen, et, de leur côté, Linda et Müller. Séparés par la distance, ils vont devoir unir leurs forces pour retrouver la fille d'Herzfeld et mettre fin aux manigances perverses de Sadler... 

## Fiche technique
- Titre original : Abgeschnitten
- Titre français : L'Inciseur
- Réalisation et scénario : Christian Alvart, d'après le roman éponyme de Sebastian Fitzek et Michael Tsokos
- Montage : Marc Hofmeister
- Musique : Maurus Ronner et Christoph Schauer
- Photographie : Jakub Bejnarowicz
- Production : Christian Alvart, Siegfried Kamml, Hartmut Köhler, Barbara Thielen et Regina Ziegler
- Société de production : Regina Ziegler Filmproduktion, Syrreal Entertainment et Warner Bros
- Société de distribution : Warner Bros (Allemagne) ; Rimini Editions (France)
- Pays d'origine :  Allemagne
- Langue originale : allemand
- Format : couleur
- Genre : Thriller
- Durée : 132 minutes
- Dates de sortie  :
  -  Allemagne : 11 octobre 2018
  -  France : 5 mai 2020 (DVD)

## Distribution
- Moritz Bleibtreu : Paul Herzfeld
- Jasna Fritzi Bauer : Linda
- Lars Eidinger : Jan Erik Sadler
- Fahri Yardım : Ender Müller
- Enno Hesse : Ingolf von Appen
- Christian Kuchenbuch : Philipp Schwintowski
- Urs Jucker : Jens Marinek
- Barbara Prakopenka : Hannah Herzfeld
- Stephanie Amarell : Rebecca Schwintowski
- Dirk Nocker : Bandrupp
- Niels Bruno Schmidt : Udo Bandrupp
- Klara Höfels : Friederike Töven
- Joy Maria Bai : Dr. Sabine Yao
- Georg Veitl : Dr. Schierz
- Ben Münchow : Tom
- Jan Bülow : Klaus
- Jana Klinge : Korn
- Sebastian Fitzek : Ossmann
- Michael Tsokos : Dr. Strohm
- Marc Bluhm : Clemens